# Église protestante d'Ingwiller
L’église protestante d’Ingwiller, dans la collectivité européenne d’Alsace, est une église paroissiale bâtie au XIIe siècle. Passée au culte protestant en 1570, elle devient en 1685 une église simultanée et le reste jusqu’à la construction de l’église catholique en 1893.
Il subsiste de l’église d’origine la base de la tour de chœur et ses voûtes. La nef a été reconstruite au XIVe siècle, puis, au XVe siècle, elle a commencé à être voûtée, mais ce chantier a été interrompu au milieu de la troisième travée. La tour et la façade occidentale datent quant à elles du XIXe siècle.

## Histoire
La construction de l’église est probablement plus ou moins contemporaine de sa première mention dans les documents en 1178. Elle est alors la propriété de l’abbaye de Neuwiller et est dédiée à sainte Barbe, à laquelle s’ajoute ultérieurement Marie Madeleine. La nef est reconstruite au XIVe siècle, puis elle commence à être voûtée au XVe siècle, peut-être en 1498, au cours d’une campagne qui voit aussi l’érection d’un porche au sud et d’une sacristie au nord-est. Le chantier est toutefois brutalement interrompus alors que les voûtes de la troisième travée de la nef sont en cours de construction, laissant l’ensemble inachevé. 
Lorsque le comté de Deux-Ponts-Bitche est intégré au domaine de Philippe IV de Hanau-Lichtenberg, celui-ci y impose immédiatement la religion réformée selon le principe du cujus regio, ejus religio. L’impact du nouveau culte sur l’église n’est pas clairement établi, bien qu’il semble y avoir eu quelques destructions de mobilier. Cette situation se poursuit jusqu’en 1685, date à laquelle le représentant royal et les jésuites occupent de force le chœur pour imposer le simultaneum garanti par décret royal depuis l’annexion de l’Alsace.
D’importants travaux ont lieu en 1846, qui consistent en la reconstruction des étages supérieurs de la tour et de la façade, qui est réalisée en style néogothique. La plupart des fenêtres de l’église sont également refaites en cette occasion. La tour est une nouvelle fois remaniée et surélevée en 1893, lorsque prend fin le simultaneum à la suite de la construction de l’église catholique. Le chœur, inutile pour les protestants, est également muré au cours de ces travaux et ne sera de nouveau dégagé qu’en 1959.
Des travaux de maintenance réalisés en automne 1975 révèlent que la charpente du clocher est très dégradée en raison de l’infiltration des eaux pluviales. La municipalité ne souhaitant pas que la restauration soit longue, il est décidé de ne pas refaire la flèche à l’identique, mais de remplacer la charpente en bois par une ossature métallique et de supprimer un certain nombre de détails décoratifs. Cela permet de réaliser les travaux pendant l’été 1976.

## Architecture
Le chœur et sa tour comprennent à la fois les parties les plus anciennes et les plus récentes de l’église. Les deux niveaux inférieurs datent en effet du XIIe siècle, avec des voûtes caractéristiques de la fin de ce siècle : larges voûtains à tore sur bandeau retombant sur des colonnettes à chapiteau cubique. Les étages supérieurs datent en revanche de la campagne de 1846-1848, avec des réfections en 1898 et 1976.
La nef est divisée en deux parties de style distinct. La moitié occidentale est simplement plafonnée et pourrait être la plus ancienne. Les deux travées orientales sont en revanche voûtées d’ogives selon le principe de l’église-halle, c’est-à-dire avec des collatéraux de même hauteur que le vaisseau central. Cette voûte, qui pourrait dater de 1498, retombe au centre sur de fins piliers et sur les murs sur des culots sculptés. Les clés de voûtes comportent sont sculptées, avec notamment un Agnus Dei ainsi qu’un triquetra de lièvres. La nef ouvre au sud par un porche voûté, qui date également du XVe siècle, de même que la sacristie qui occupe l’angle avec le chœur au nord-est.